# Ypthima conjuncta
Ypthima conjuncta är en fjärilsart som beskrevs av John Henry Leech 1891. Ypthima conjuncta ingår i släktet Ypthima och familjen praktfjärilar. Inga underarter finns listade i Catalogue of Life.